# Гарві Бекер
Гарві Бекер (англ. Harvey Becker; нар. 1 січня 1960) — колишній британський тенісист.
Найвищу одиночну позицію світового рейтингу — 470 місце досяг 4 січня 1981, парну — 696 місце — 4 січня 1981 року.

## Часова шкала результатів на турнірах Великого шлему
| W | Ф | ПФ | ЧФ | #Р | КТ | К# | P# | DNQ | A | Z# | PO | G | S | B | NMS | NTI | P | NH |

### Одиночний розряд
| Турнір                                 | 1978 | 1979 | 1980 | SR    | В-П | % виграшів |
| -------------------------------------- | ---- | ---- | ---- | ----- | --- | ---------- |
| Відкритий чемпіонат Австралії з тенісу |      |      |      | 0 / 0 | 0-0 | –          |
| Відкритий чемпіонат Франції з тенісу   |      |      |      | 0 / 0 | 0-0 | –          |
| Вімблдонський турнір                   | К1р  | К1р  | К1р  | 0 / 3 | 0-3 | 0%         |
| Відкритий чемпіонат США з тенісу       |      |      |      | 0 / 0 | 0-0 | –          |
| В-П                                    | 0–1  | 0–1  | 0-1  | 0 / 3 | 0-3 | 0%         |

### Парний розряд
| Турнір                                 | 1979 | 1983 | SR    | В-П | % виграшів |
| -------------------------------------- | ---- | ---- | ----- | --- | ---------- |
| Відкритий чемпіонат Австралії з тенісу |      |      | 0 / 0 | 0-0 | –          |
| Відкритий чемпіонат Франції з тенісу   |      |      | 0 / 0 | 0-0 | –          |
| Вімблдонський турнір                   | К1р  | К1р  | 0 / 2 | 0-2 | 0%         |
| Відкритий чемпіонат США з тенісу       |      |      | 0 / 0 | 0-0 | –          |
| В-П                                    | 0–1  | 0-1  | 0 / 2 | 0-2 | 0%         |